# Église Saint-Honoré d'Eylau (église nouvelle)
Pour les articles homonymes, voir Église Saint-Honoré.
L'église nouvelle Saint-Honoré d'Eylau est située 64 bis, avenue Raymond-Poincaré dans le 16e arrondissement de Paris.

## Histoire
| Photo en noir et blanc d'un cortège funéraire (civils et militaires) accompagnant un véhicule, dans une avenue aux immeubles haussmanniens |

La nouvelle église Saint-Honoré d'Eylau est construite en 1896 pour servir de chapelle annexe provisoire à l'église ancienne Saint-Honoré d'Eylau, située juste à côté, place Victor-Hugo, avant la construction d'une église plus grande qui ne sera jamais réalisée.
À côté de la chapelle et liée à celle-ci, au no 66 de l'avenue, s'installe un établissement privé qui est de nos jours l'école-collège Saint-Honoré d'Eylau.
En 1974, la chapelle devient église paroissiale, tandis que l'église de la place Victor-Hugo ne sert qu'à des cérémonies de mariage, avant d'être attribuée aux moniales de Bethléem.
Après le concile Vatican II, l'architecte André le Donné modifie entièrement l'intérieur, supprimant l'ancien maître-autel et apportant des modifications dans le chœur. Les fresques du Chemin de Croix, de Joseph-Jean-Félix Aubert, que le curé de l'époque voulait supprimer, sont sauvées au dernier moment par une décision du conseil paroissial.
Les obsèques quasiment nationales du couturier Christian Dior y sont célébrées le 29 octobre 1957, ainsi que celles d'Albert Sarraut le 29 novembre 1962,.

## Description
L'architecte Paul Marbeau (1843-1907) a utilisé, comme de nombreux architectes de la seconde moitié du XIXe siècle, une structure métallique en fer.

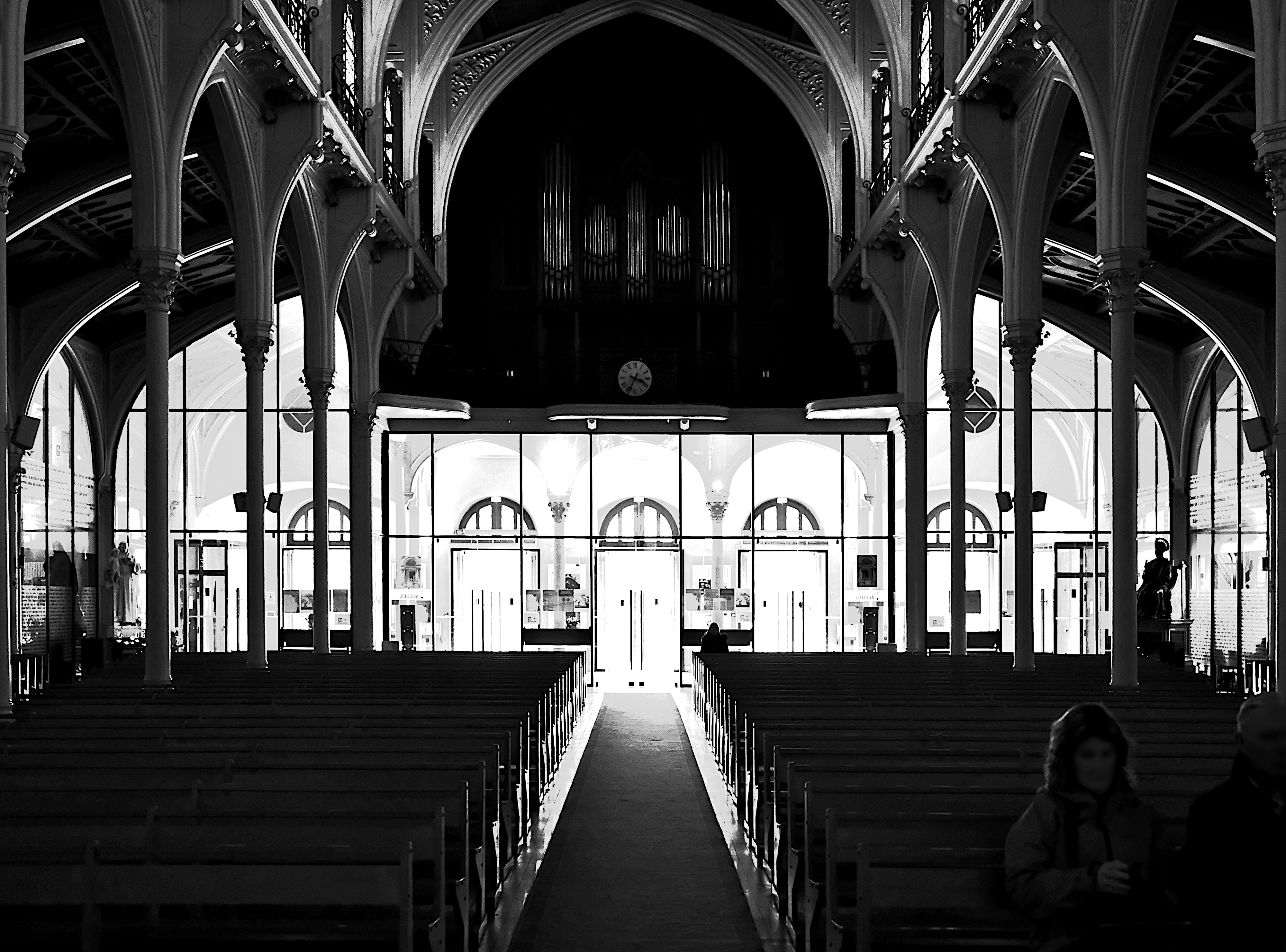
Intérieur.
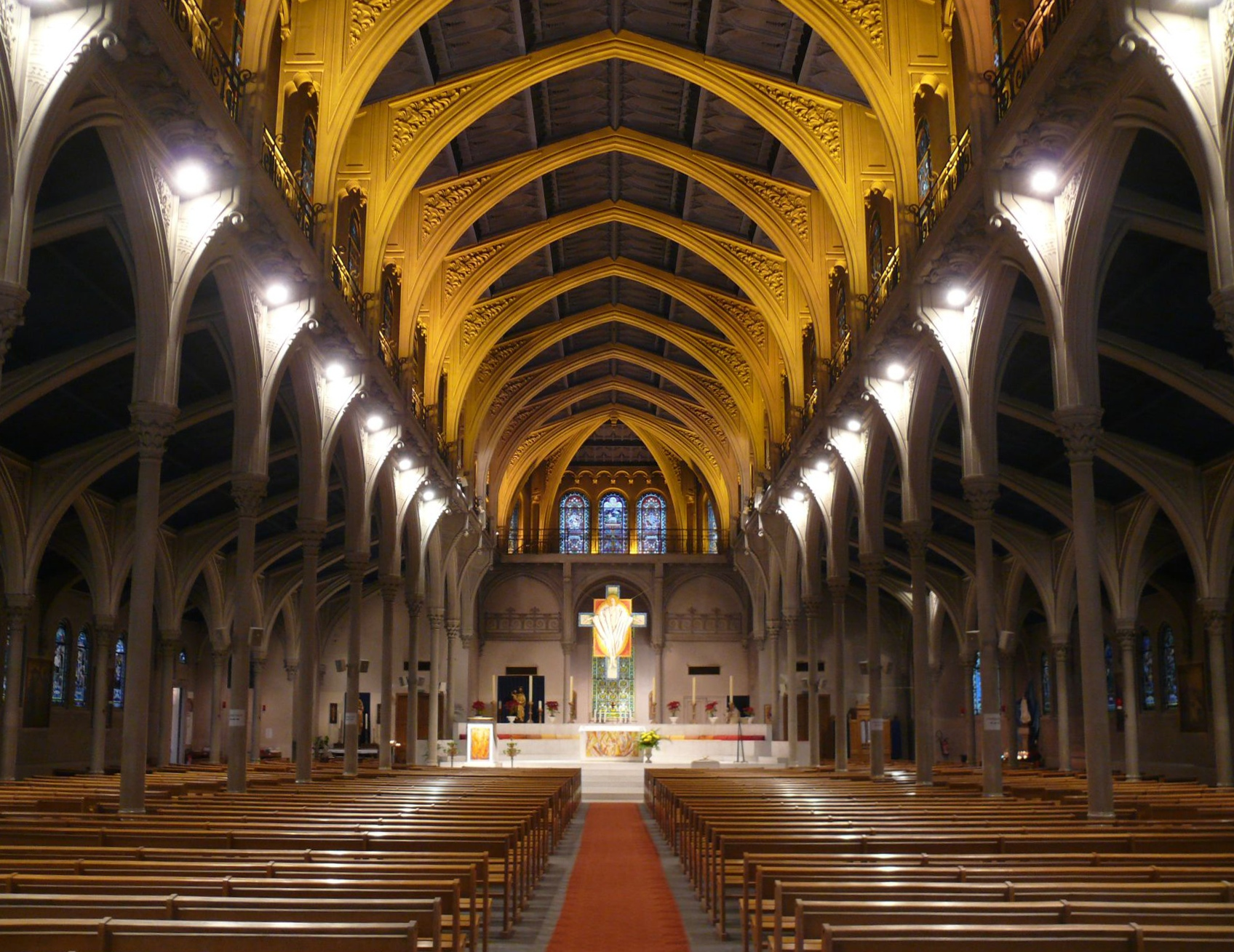
Intérieur de l'église, nef.
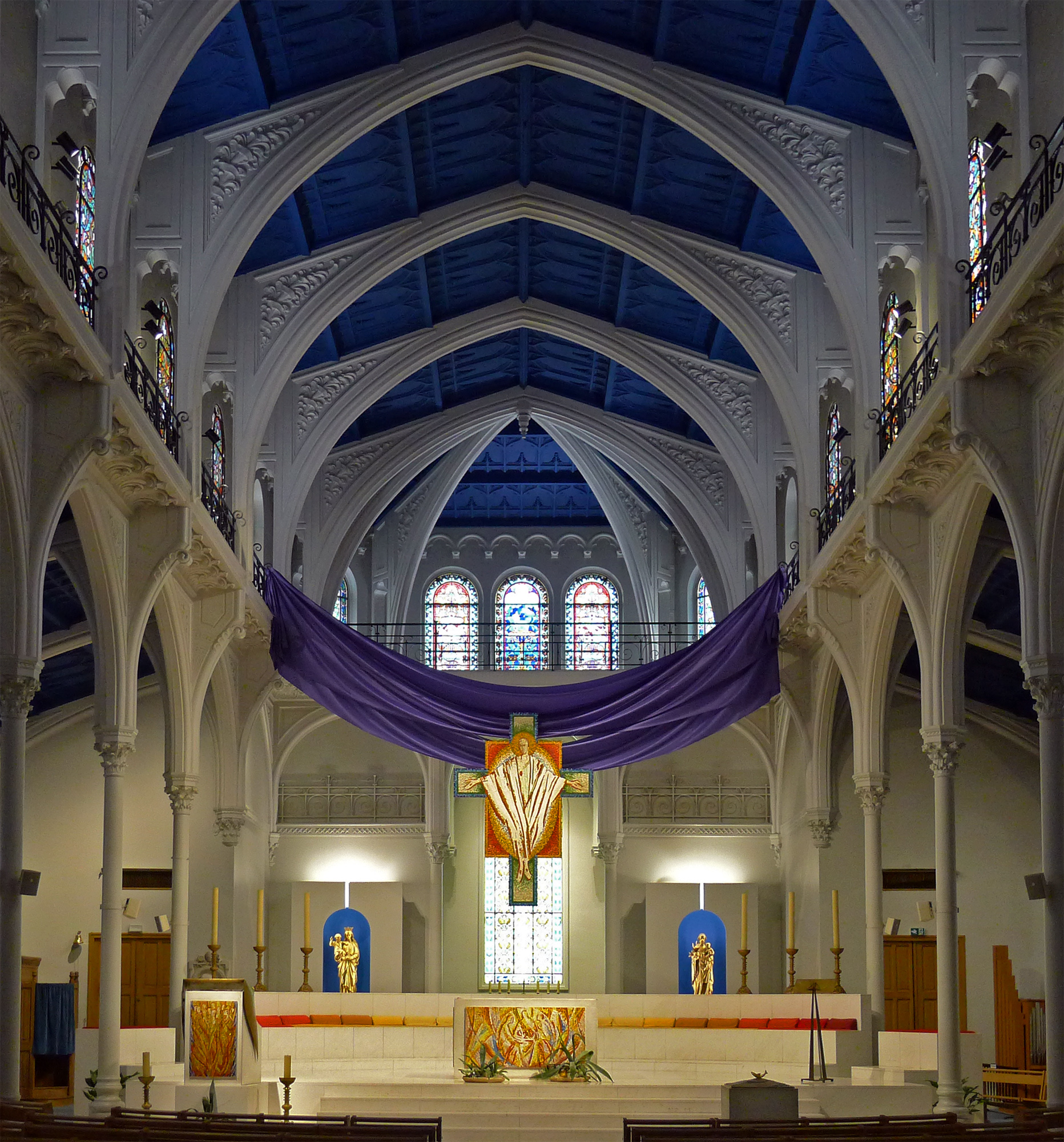
Chœur.

Le style de l'édifice fait référence à plusieurs sources d'inspiration. Si la présence des arcs-boutants, sous la voûte, évoque le néo-gothique, la façade, quant-à-elle, relève plus du style néo-roman et plus précisément du roman ligure de la fin du Moyen Âge, comme on peut le voir sur l'exemple ci-dessous.

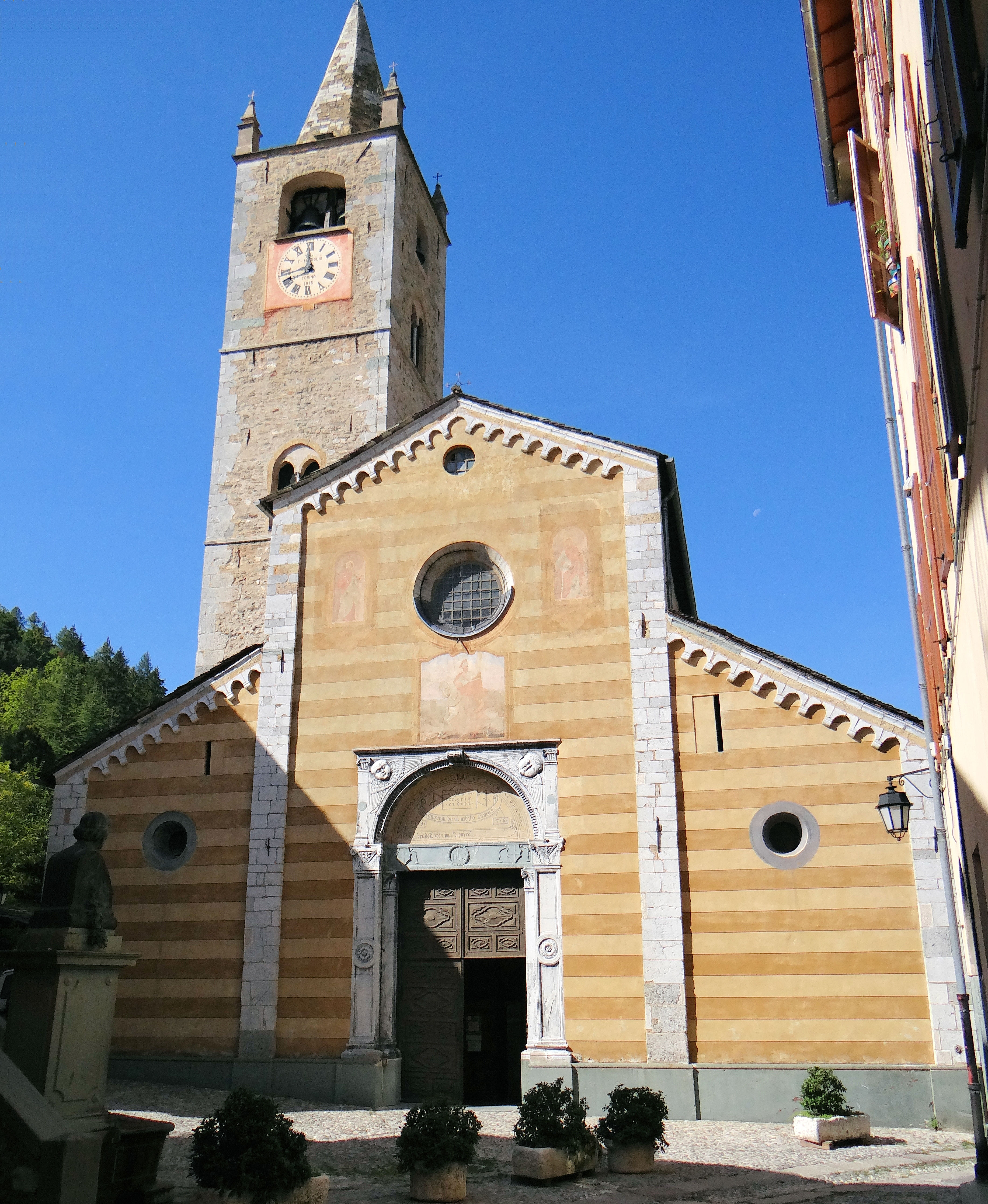
Façade de la collégiale Saint-Martin (La Brigue, 1501).
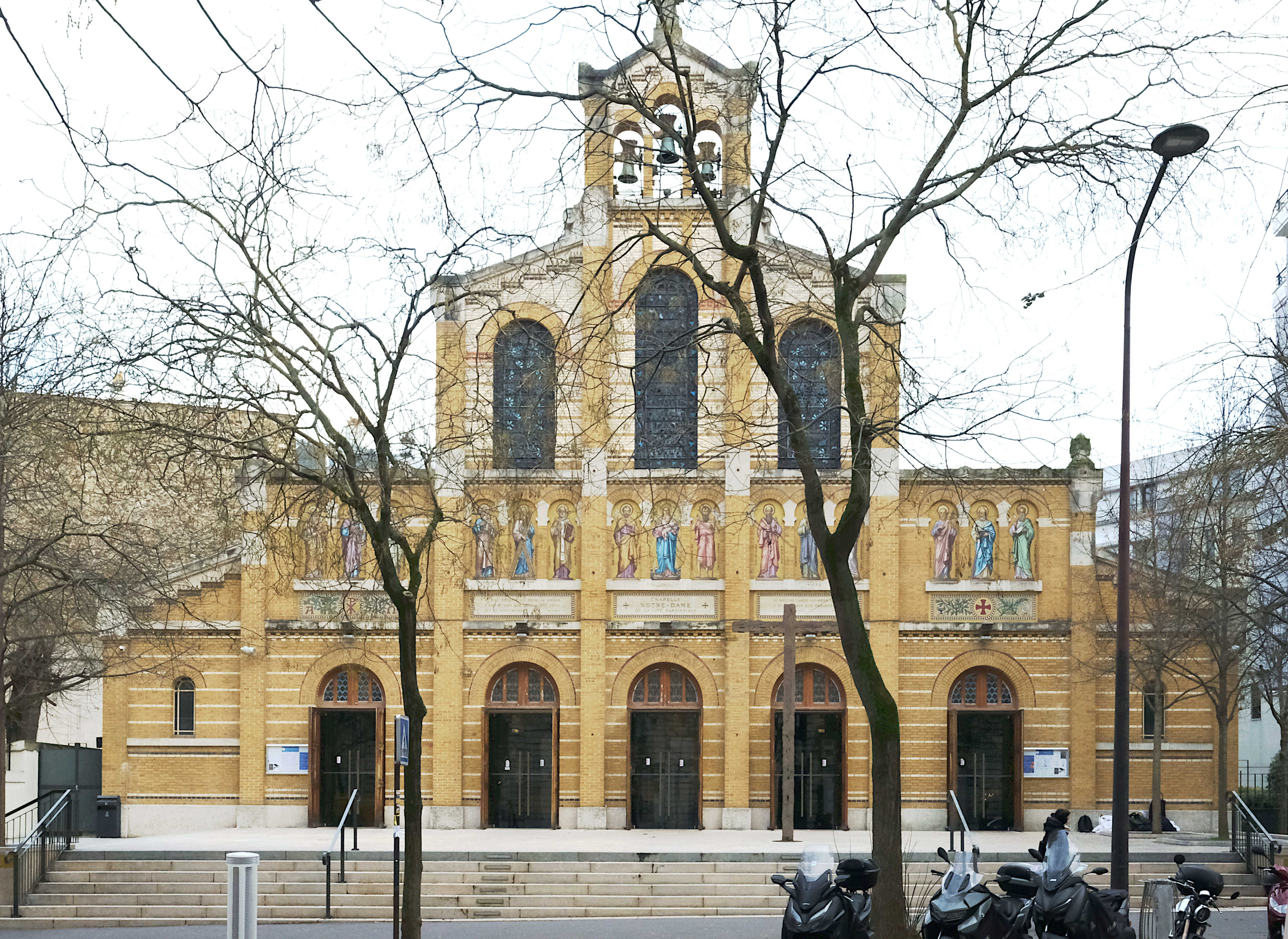
Façade en 2025.
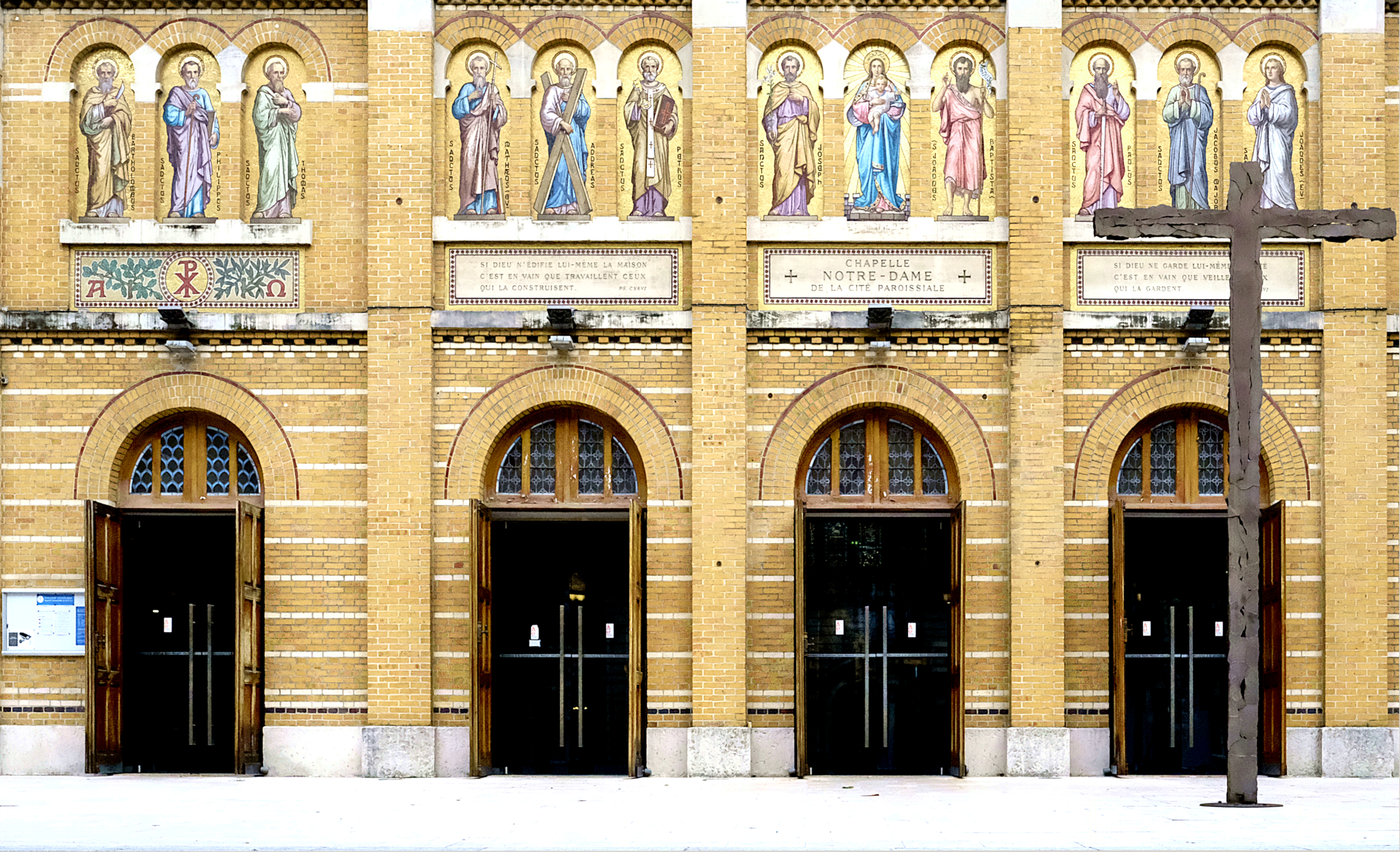
Détail de la façade.

La nouvelle église Saint-Honoré d'Eylau se caractérise par sa légèreté architecturale et son espace dégagé résultant de la présence de fins piliers métalliques qui ne cassent pas la vue.

Structure métallique
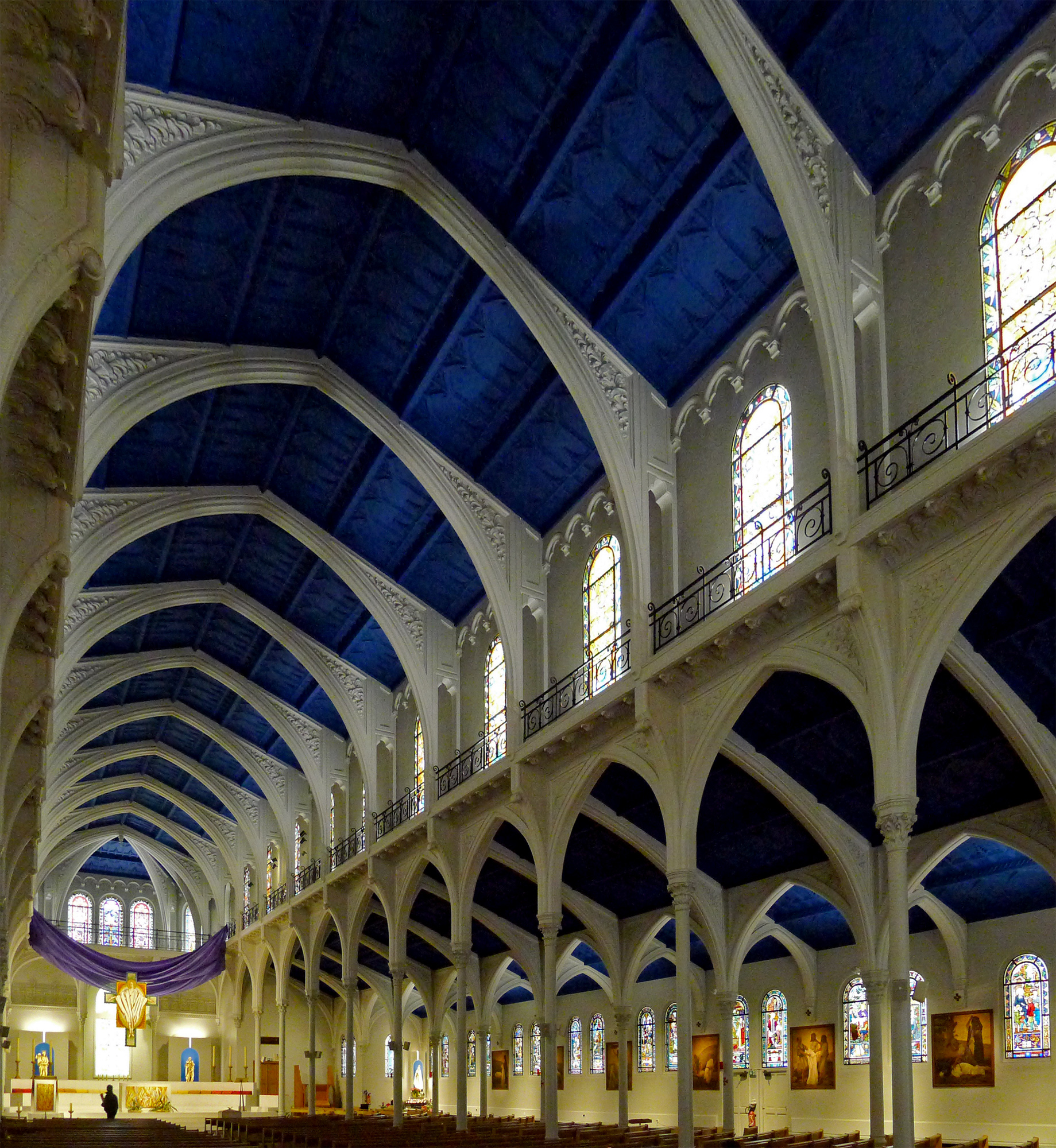
Arcs-diaphragmes.
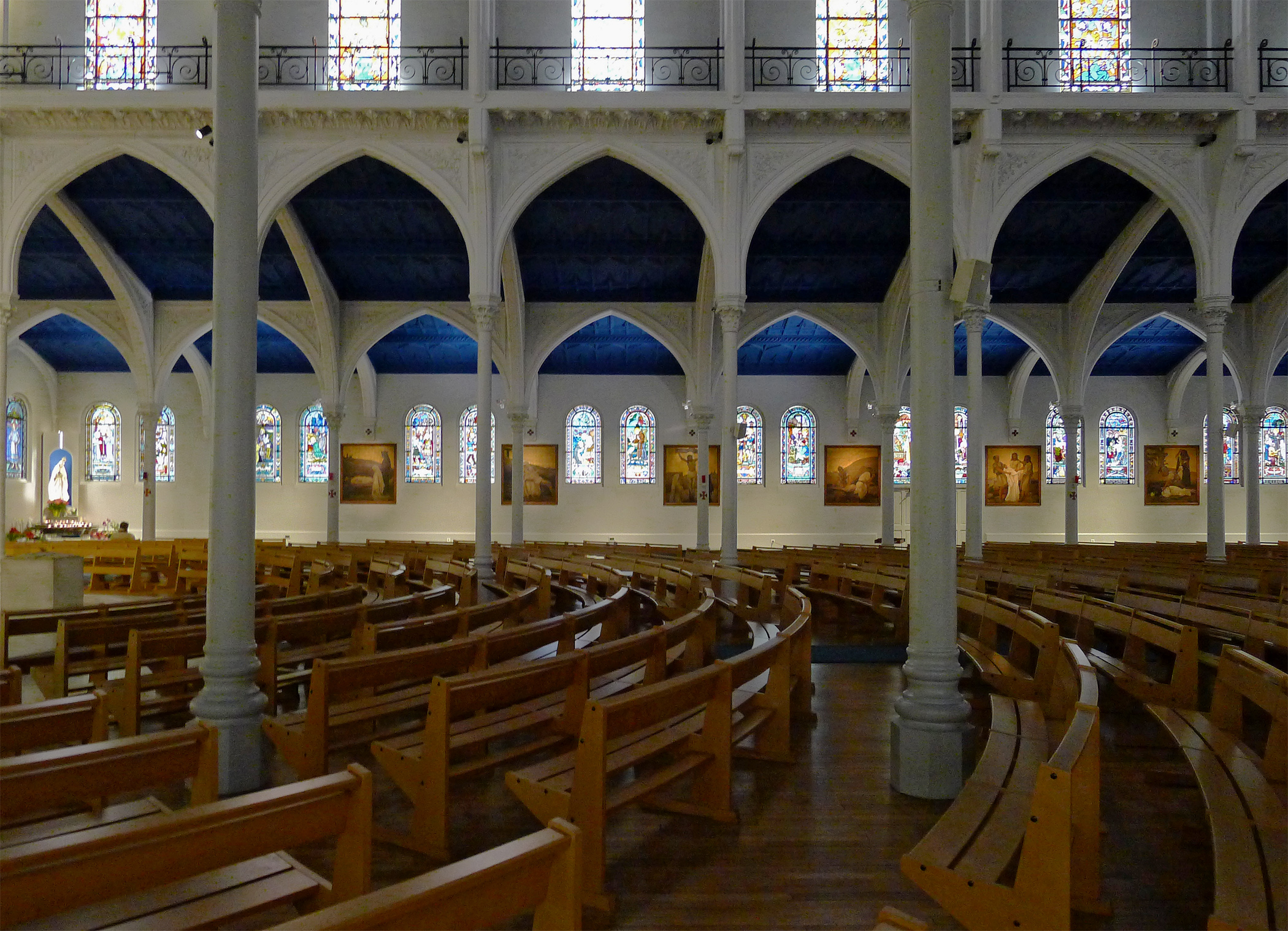
Colonnes.

Assez pauvre en ornementations, puisque l'église devait servir de chapelle provisoire, elle se caractérise pourtant par une très riche verrière Art déco. Ces vitraux, offerts chacun par des donateurs, ont été réalisés par le maître-verrier Félix Gaudin (1851-1931) d'après les cartons d'Eugène Grasset et Raphaël Freida. Ils représentent des saints et des saintes, ainsi que des motifs décoratifs, et constituent l'un des deux éléments de la décoration originelle encore subsistante avec les fresques du Chemin de croix entre les fenêtres.
L'église possède un orgue en tribune, un Mutin datant de 1903 et révisé deux fois depuis, par Beuchet en 1934 et Dargassies en 2001. Il est composé de 40 jeux sur 3 claviers/pédalier (transmissions électriques sans combinateur).

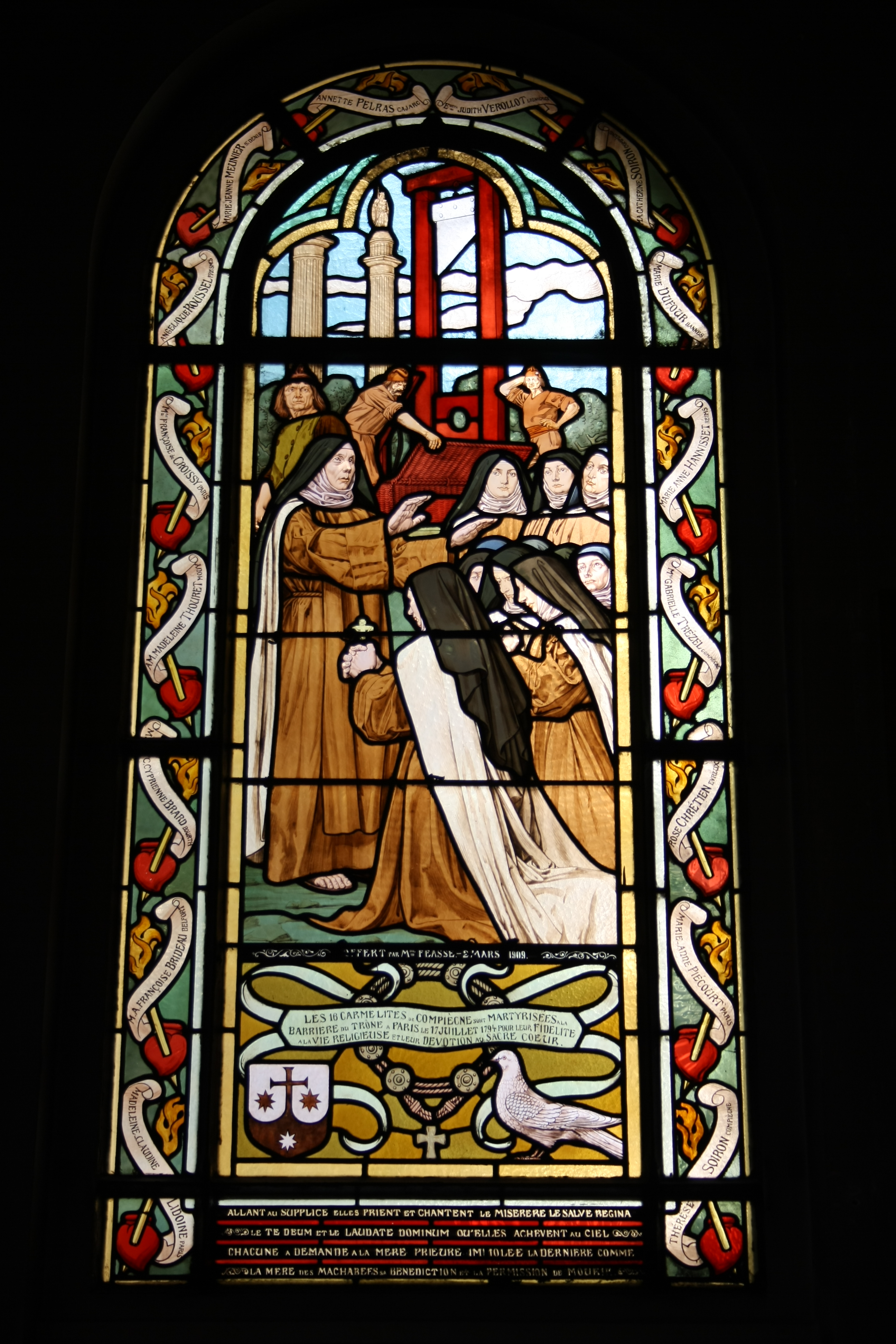
Vitrail (1909) représentant le martyre des carmélites de Compiègne en 1794.
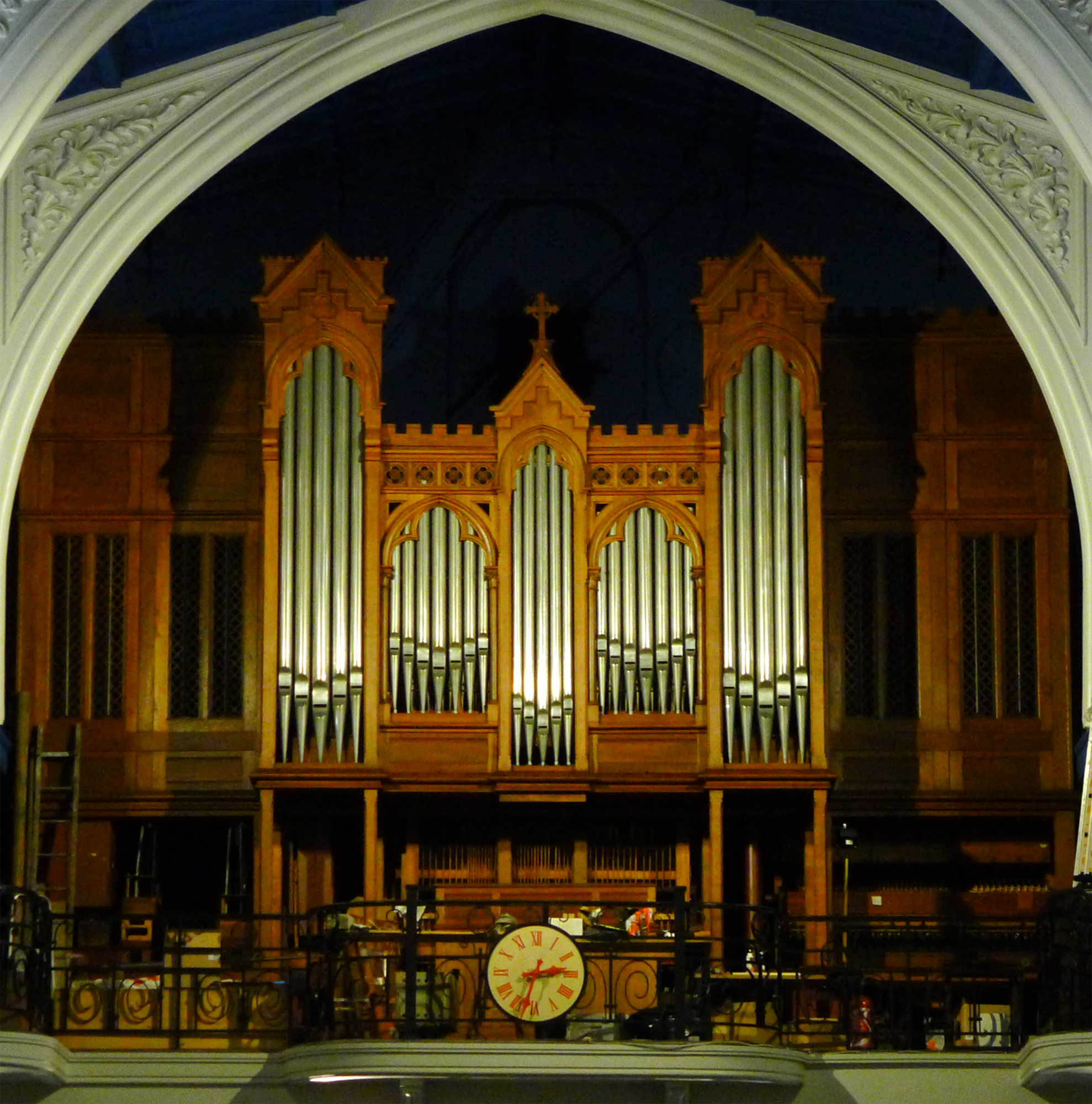
Orgue de tribune.
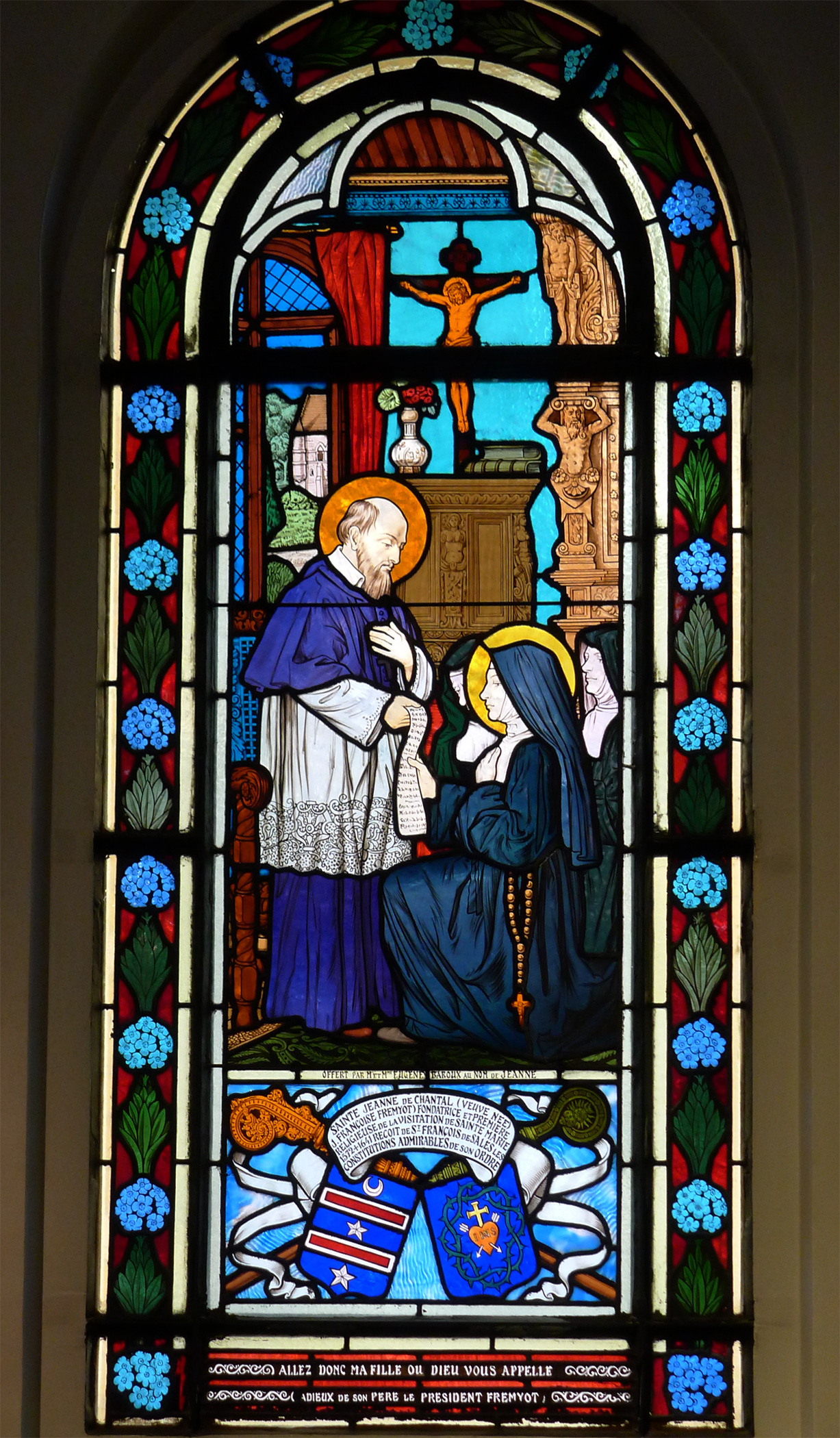
Vitrail (1909) représentant saint François de Sales et sainte Chantal.

Sous l’église, se trouve une crypte, qui servait pour les messes du dimanche en latin avant que celle-ci ne soit supprimée dans les années 1980, puis a servi pour les messes du samedi soir et les messes des jeunes. Elle sert depuis 2013 de salle événementielle.
Attenante à l'église, se trouve une petite chapelle, dite chapelle Sainte-Thérèse-de-l'Enfant-Jésus, dont l'entrée donne rue Boissière.  Elle relève de l'Art déco avec des fresques murales remarquables dues à Alfred Sauvage qui illustrent les sept sacrements. Elle sert aux cérémonies de baptême et aux messes des jours de semaine.

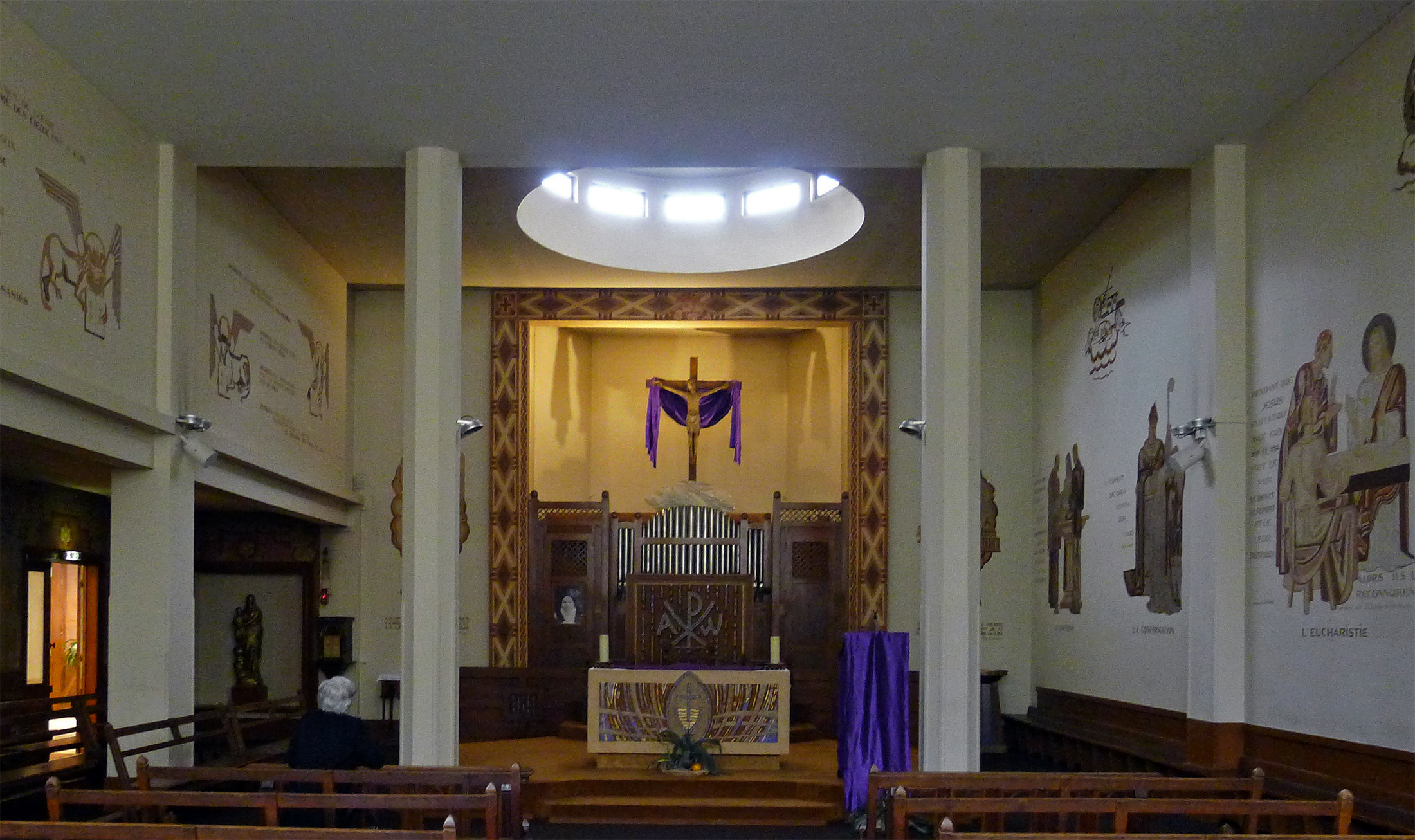
Vue de la chapelle Sainte-Thérèse.